# Park Neung-hoo
Neung-hoo Park (Hangŭl: 박능후, e Hanja: 朴淩厚; Contea di Haman, 24 giugno 1956) è un politico sudcoreano, ministro della Sanità della Corea del Sud.
Park si laurea all'Università Nazionale di Seul con un Bachelor of Arts in Economia ed un Master of Arts in scienze politiche.Nel 1998 ottiene un dottorato in welfare sociale dall'Università della California - Berkeley. Divenne poi professore nel dipartimento per il social welfare alla Kyonggi University.
Nel luglio 2017 viene nominato Ministro della salute nel governo presieduto da Moon Jae-in e si trova ad affrontare la pandemia di COVID-19 nel suo Paese.